# Mrakovo (Ilijaš)
Pour les articles homonymes, voir Mrakovo.
Mrakovo (en serbe cyrillique : Мраково) est un village de Bosnie-Herzégovine. Il est situé dans la municipalité d'Ilijaš, dans le canton de Sarajevo et dans la fédération de Bosnie-et-Herzégovine. Selon les premiers résultats du recensement bosnien de 2013, il compte 2 856 habitants.

## Démographie

### Évolution historique de la population
| 1948 | 1953 | 1961 | 1971 | 1981 | 1991  | 2013  |
| ---- | ---- | ---- | ---- | ---- | ----- | ----- |
| -    | -    | 452  | 571  | 563  | 1 365 | 2 856 |

|  |

### Communauté locale
En 1991, la communauté locale de Mrakovo comptait 1 582 habitants, répartis de la manière suivante :